# الإطاحة (كتاب)
كتاب الإطاحة: القرن الأمريكي في تغيير الأنظمة من هاواي إلى العراق نشر في عام 2006 من قبل الكاتب والصحفي الأمريكي والمراسل السابق لصحيفة نيويورك تايمز، ستيفن كينزر.
وهو كتاب حول تورط الولايات المتحدة في الإطاحة بالحكومات الأجنبية من أواخر القرن التاسع عشر حتى الوقت الحاضر. حسب إحصاء كينزر، أطاحت الولايات المتحدة بـ14 حكومة أجنبية في 110 سنوات، وكان أول مثال على ذلك هو الإطاحة بمملكة هاواي في عام 1893، واستمر حتى الغزو الأمريكي للعراق عام 2003.
ويقدم كينزر في کتابه تواريخ صغيرة عن الانقلابات التي دعمتها الولايات المتحدة أو شجعت عليها، في هاواي وكوبا وبورتوريكو والفلبين ونيكاراغوا وهندوراس وإيران وغواتيمالا وجنوب فيتنام وتشيلي وغرناطة وبنما وأفغانستان والعراق. ويؤكد أن كتابه يغطي فقط الحالات التي لعبت فيها الولايات المتحدة دورًا حاسمًا في الإطاحة بالحكومات، وليس تلك التي لعب فيها العملاء الأمريكيون «أدوارًا فرعية».

## المؤلف
ستيفن كينزر (4 أغسطس 1951) هو كاتب وصحفي وأكاديمي أمريكي. كان مراسلا لصحيفة نيويورك تايمز. في الثمانينيات من القرن العشرين غطَّى أحداث الثورة التي اندلعت في أمريكا الوسطى. في عام 1990م تقلَّد منصب مدير مكتب صحيفة نيويورك تايمز في برلين. وفي الفترة ما بين عامي 1996م و2000م شغل منصب مدير مكتب الصحيفة في إسطنبول بتركيا.
يدرِّس كينزر حاليًّا الصحافة والسياسة الخارجية للولايات المتحدة في جامعة بوسطن. ويساهم في الأعمدة في نيويورك ريفيو أوف بوكس، والجارديان، وبوسطن غلوب. وهو زميل أول في الشؤون الدولية والعامة في معهد واتسون للشؤون الدولية والعامة في جامعة براون.
ألّف كينزر العديد من الكتب. وكان كتابه الأول، الفاكهة المرة، عن الانقلابات العسكرية وزعزعة الاستقرار في غواتيمالا خلال الخمسينيات. وله مؤلفات عن تركيا وأمريكا الوسطى وإيران والولايات المتحدة التي أطاحت بحكومات أجنبية من أواخر القرن التاسع عشر حتى الوقت الحاضر، وكذلك عن تعافي رواندا من الإبادة الجماعية.
ينتقد كينزر ما يعتبره سياسة خارجية تدخلية للولايات المتحدة تجاه أمريكا اللاتينية، ومؤخراً الشرق الأوسط. وفي كتابه الإطاحة، انتقد كينزر السياسة الخارجية للولايات المتحدة ووصفها بأنها مفرطة في التدخل. وفي مقابلة مع مجلة Imagineer عام 2010، قال:

## الملخص
كتاب الإطاحة: القرن الأمريكي في تغيير الأنظمة من هاواي إلى العراق هو كتاب عن تورط الولايات المتحدة في الإطاحة بالحكومات الأجنبية من أواخر القرن التاسع عشر حتى الوقت الحاضر. ويتحدث كينزر فيه عن السياسيين والجواسيس والقادة العسكريين ورجال الأعمال الذين أطاحوا بالأنظمة الأجنبية. ويشرح بالتفصيل العصور الثلاثة في تغيير الأنظمة: العصر الإمبراطوري، الذي خلاله هیمنت الولايات المتحدة علی كوبا، وبورتوريكو، والفلبين، ونيكاراغوا، وهندوراس؛ ثم عصر الحرب الباردة، الفترة التي استخدمت فيها الولايات المتحدة العمل السري ضد إيران وغواتيمالا وجنوب فيتنام وتشيلي؛ وثم عصر الغزو، الذي شهد قيام القوات الأمريكية بإسقاط الحكومات في غرينادا وبنما وأفغانستان والعراق.
ويقدم المؤلف تواريخ صغيرة عن الانقلابات التي دعمتها الولايات المتحدة أو شجعت عليها. وعلى سبيل المثال، في عام 1898، ساعدت الولايات المتحدة في الإطاحة بالحكومة الكوبية من خلال دعم المتمردين المحليين الذين كانوا يقاتلون حكومتهم في ذلك الحين. وفي بعض البلدان الأخرى، مثل إيران وغواتيمالا وتشيلي، يجادل كينزر بأن الولايات المتحدة بادرت وخططت ونسقت من أجل تغيير النظام. ويتحدث كينزر عن قضايا مثل كيف قررت الولايات المتحدة، خلال أول انقلاب حقيقي لها، الإطاحة برئيس نيكاراغوا زيلايا، بسبب اعتراضات المسؤولين مثل سفير الولايات المتحدة في نيكاراغوا، فينيجان كورتني، لأنهم كانوا يريدون السلطة على قناة نيكاراغوا. كما يقول إن الولايات المتحدة خدعت البنميين ليصبحوا مستقلين عن كولومبيا حتى تتمكن من الحصول على أرض لبناء قناة بنما، ولم تمنحهم كولومبيا الأرض.
ويقول کینزر أن طوال القرن العشرين وحتى بداية القرن الحادي والعشرين، استخدمت الولايات المتحدة مرارًا قواتها العسكرية، وقوات الخدمة السرية، للإطاحة بالحكومات التي رفضت حماية المصالح الأمريكية. وفي كل مرة، كانت تغطي عن مداخلاتها بخطابات عن الأمن القومي والحرية. وفي معظم الحالات، كانت تتصرف بشكل أساسي لأسباب اقتصادية، وعلى وجه التحديد لإنشاء وتعزيز والدفاع عن حق الأمريكيين في القيام بأعمال تجارية في جميع أنحاء العالم دون تدخل.

## الاستقبال
كتبت بابليشرز ويكلي أن كينزر «يقدم حجة مقنعة مفادها أن التدخل الأمريكي يزعزع استقرار السياسة العالمية وغالبًا ما يترك البلدان في وضع أسوأ مما كانت عليه من قبل».
ووصفت مجلة مراجعات كركوس الكتاب بأنه «كتاب رصين ومحزن».